# 千早駅
千早駅（ちはやえき）・西鉄千早駅（にしてつちはやえき）は、福岡県福岡市東区千早四丁目にある、九州旅客鉄道（JR九州）・西日本鉄道（西鉄）の駅。本項では両駅について記す。
両社の駅舎はほぼ一体化している。

## 利用可能な鉄道路線
- 九州旅客鉄道（JR九州）
  - 鹿児島本線
- 西日本鉄道（西鉄）
  - 貝塚線

## 歴史
駅名の由来は開業時の地名（千早）であるが、「千早」の由来は定かでない。なお、「千」は博多湾を指し、「この近辺から博多湾の潮の流れが速く（早く）なる」という意味合いから付いた地名と言われる。

### JR九州
- 2003年（平成15年）7月7日：九州旅客鉄道により開業[1]。
- 2006年（平成18年）9月15日：駅ビル「フレスタ千早」が開業。
- 2009年（平成21年）3月1日：ICカードSUGOCAの利用を開始[2]。
- 2010年（平成21年）2月11日：土休日を中心に、特急ソニック1日2往復臨時停車（※同年4月4日まで実施）。
- 2014年（平成26年）10月14日：駅ビル「フレスタ千早」が、「えきマチ1丁目 千早」に名称変更。

### 西日本鉄道
- 1951年（昭和26年）6月15日：名香野（なかの）駅として開業。
- 1959年（昭和34年）：駅舎改築。
- 2004年（平成16年）8月2日：高架化に伴い移転し西鉄千早駅に改称[3]。当初の予定では8月1日営業開始だったが、台風接近のため2日に延期した[3]。
- 2017年（平成29年）2月1日：駅ナンバリングを導入[4]。

## 駅構造

### JR九州
島式ホーム2面4線を有する高架駅。国鉄香椎操車場跡地を再開発する香椎副都心土地区画整理事業の一環として開業した。営業キロでは門司港から71kmであるが、駅構内の本線上には72kmポストが設置されている。開業当初から快速の停車駅となっている。駅番号はJA03。
JR九州の直営で、みどりの窓口および自動改札機が設置されている。
車内アナウンスでは、西鉄貝塚線への乗り換えは案内していない。

#### のりば
| のりば | 路線       | 方向 | 行先             |
| ------ | ---------- | ---- | ---------------- |
| 1・2   | 鹿児島本線 | 上り | 黒崎・小倉方面   |
| 3・4   | 鹿児島本線 | 下り | 博多・久留米方面 |

- 自動放送導入駅。自動放送は、通常の放送では省略される「0（れい）分」をアナウンスする。

#### 配線図
なお、貨物引上線の博多・福岡貨物ターミナル方面は千早操車場（旧香椎操車場）に続く。

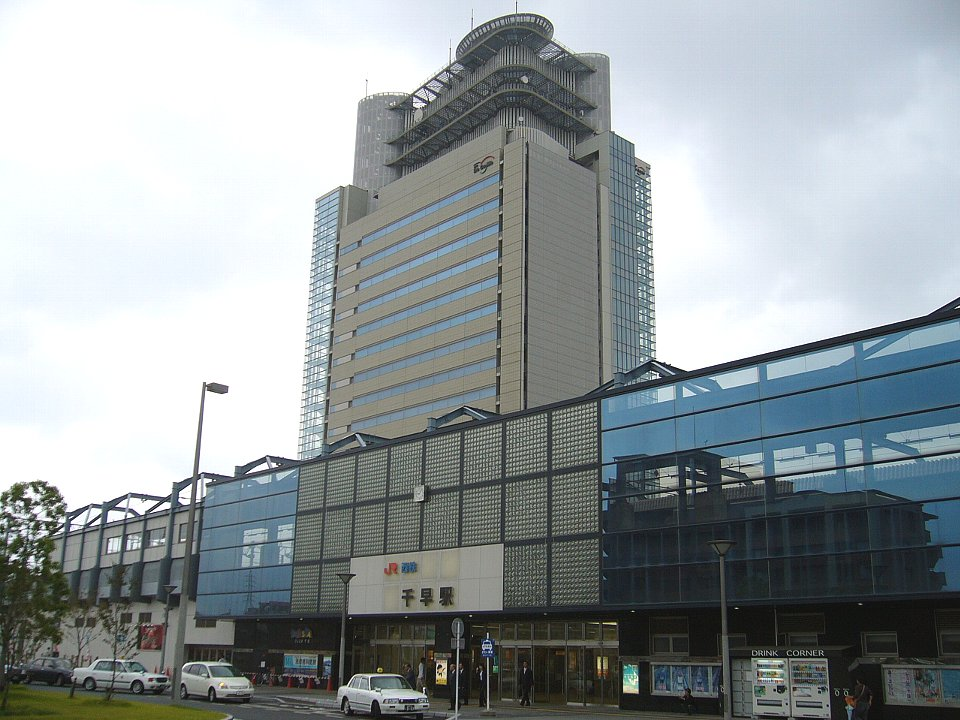
東口 背景はNTTドコモ香椎ビル（2006年10月）
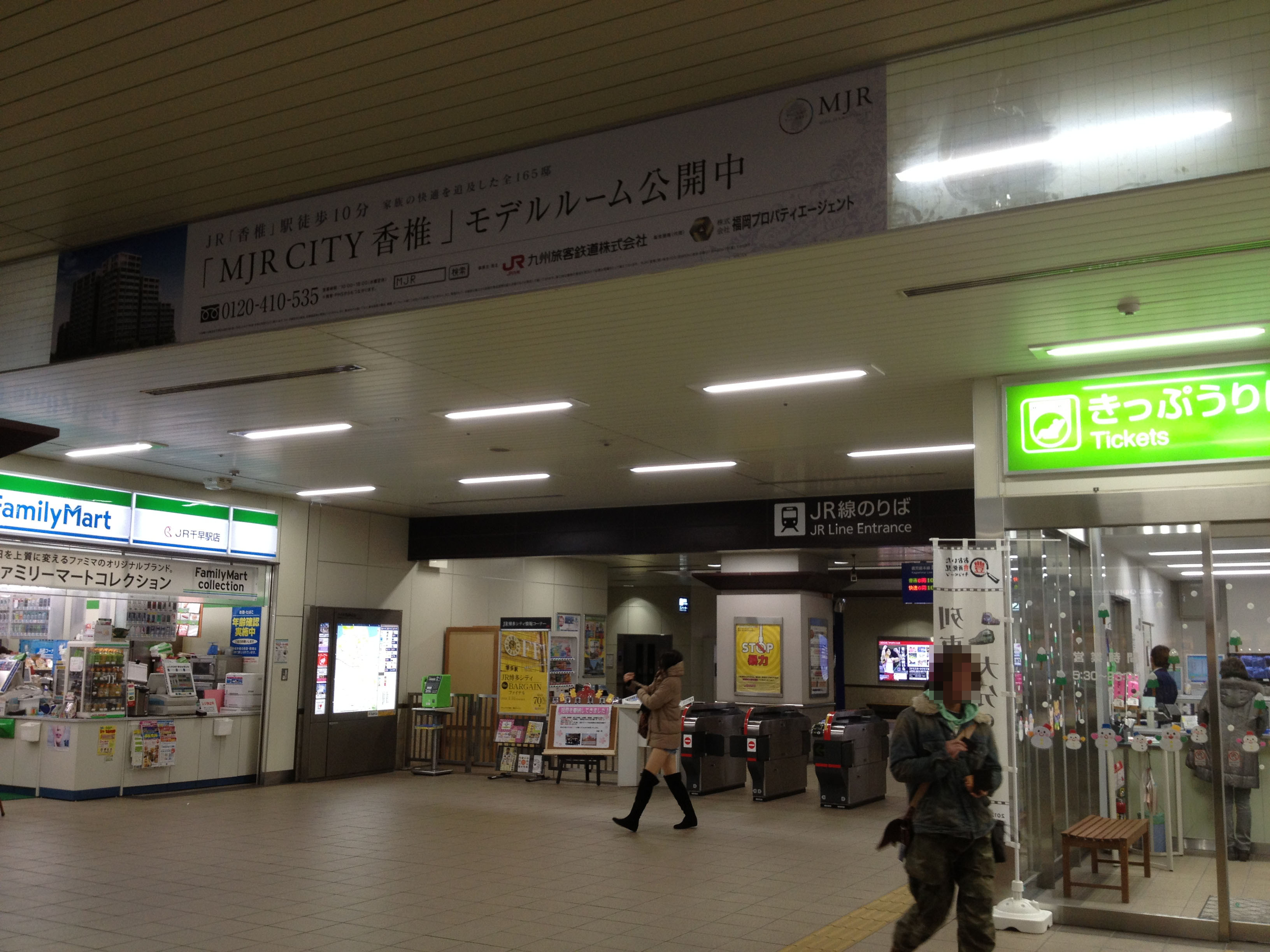
改札口（2013年1月）
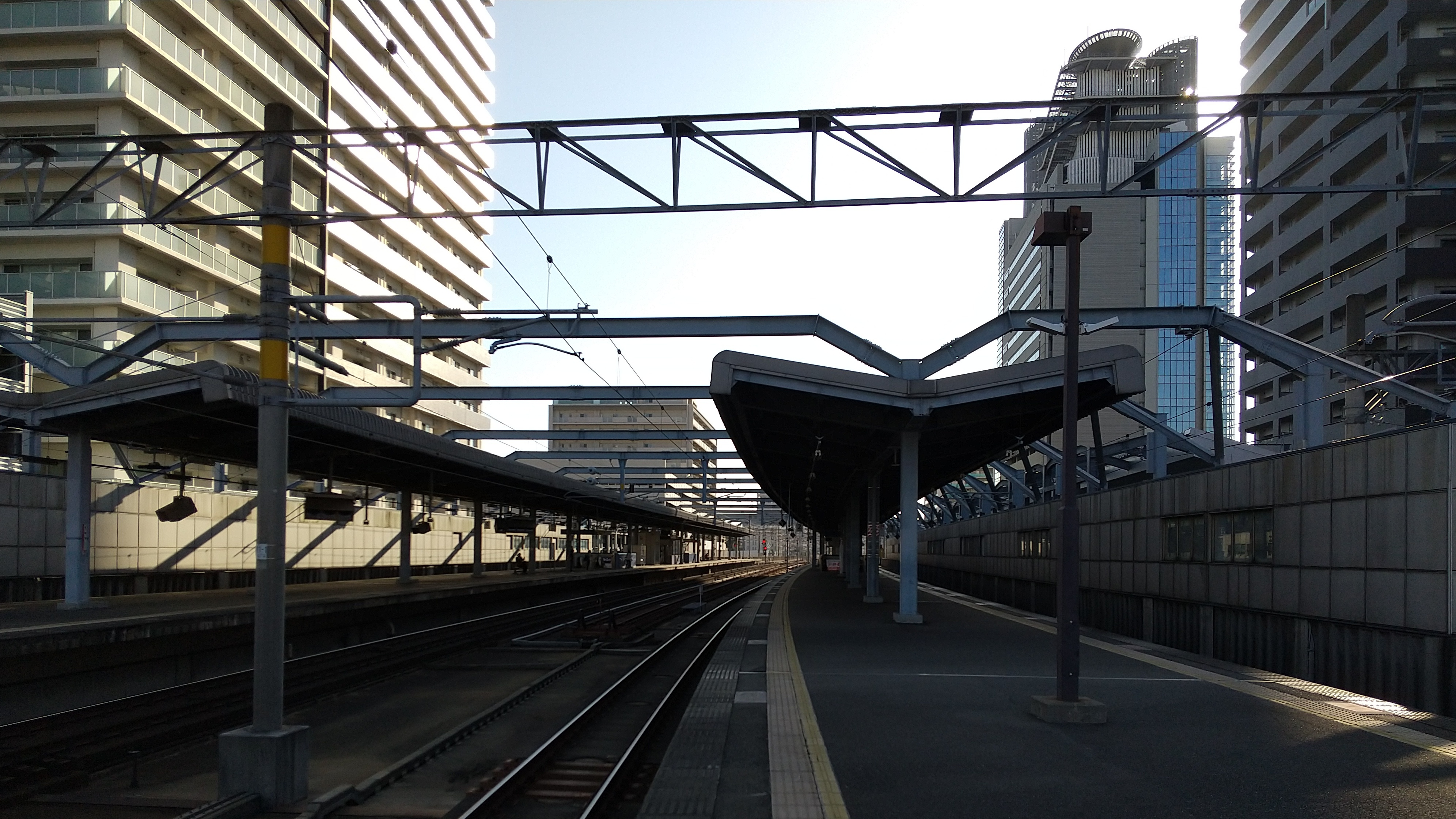
ホーム（2023年11月）
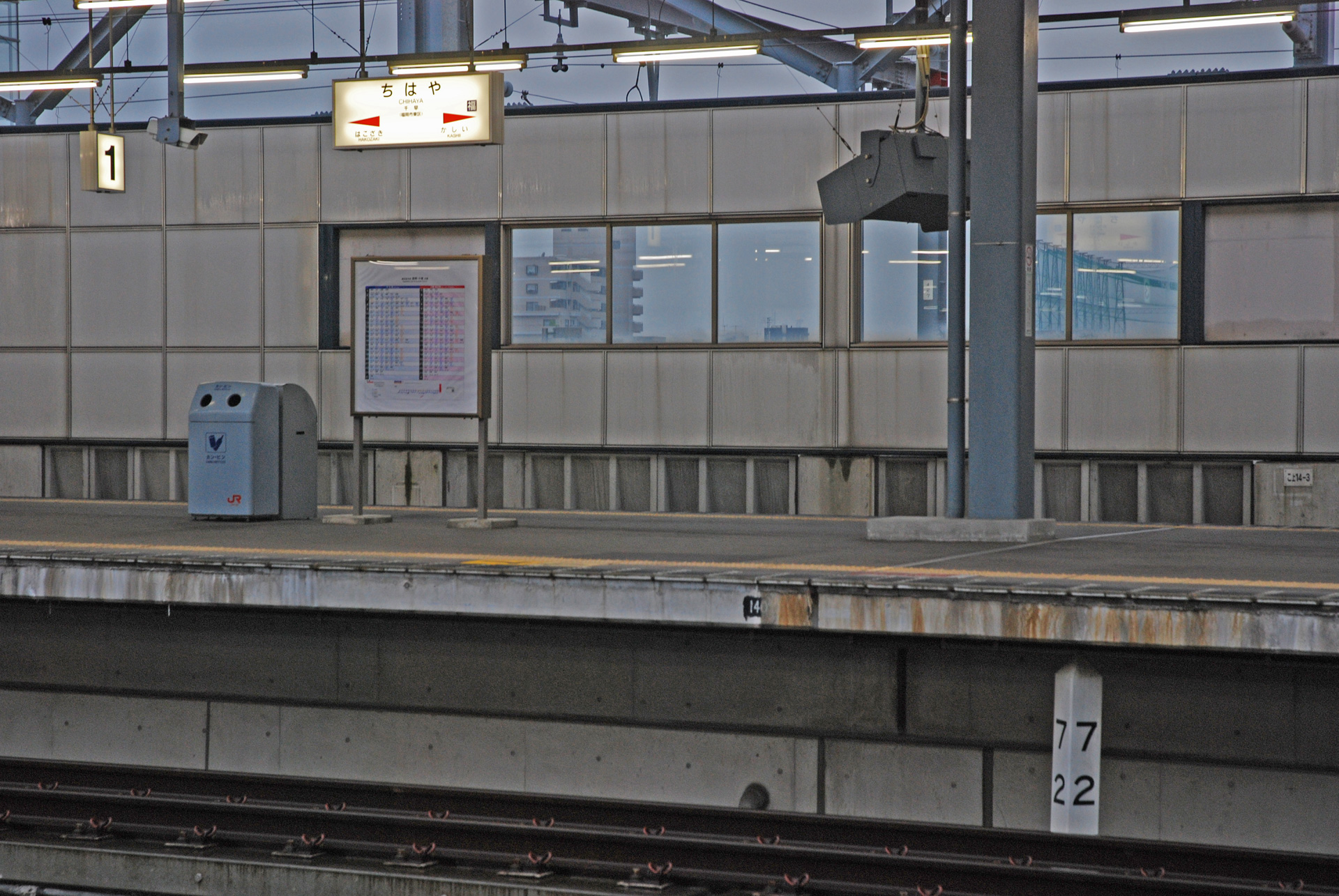
ホームにある72kmポスト（2007年9月）
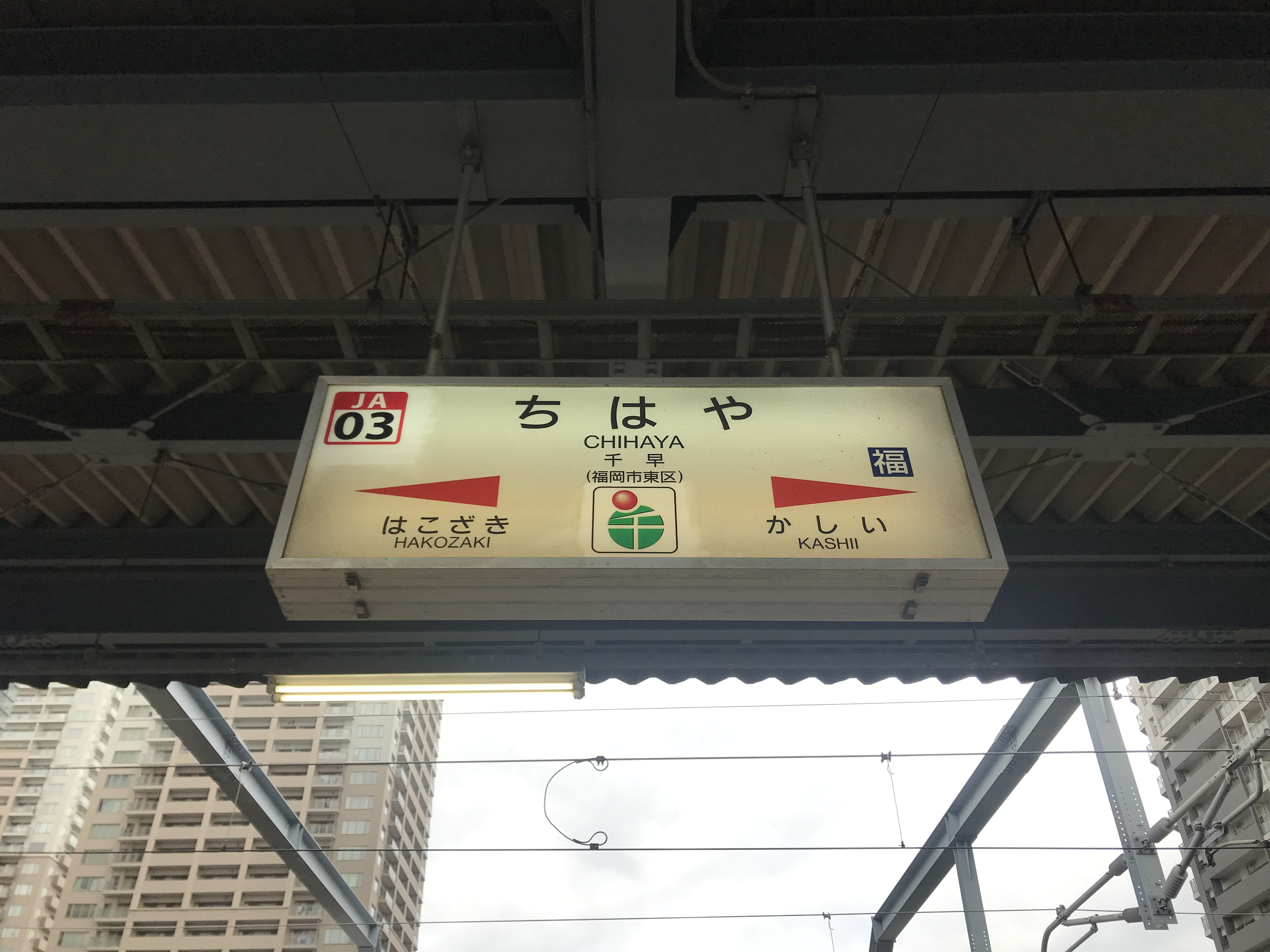
駅名標（2018年11月）
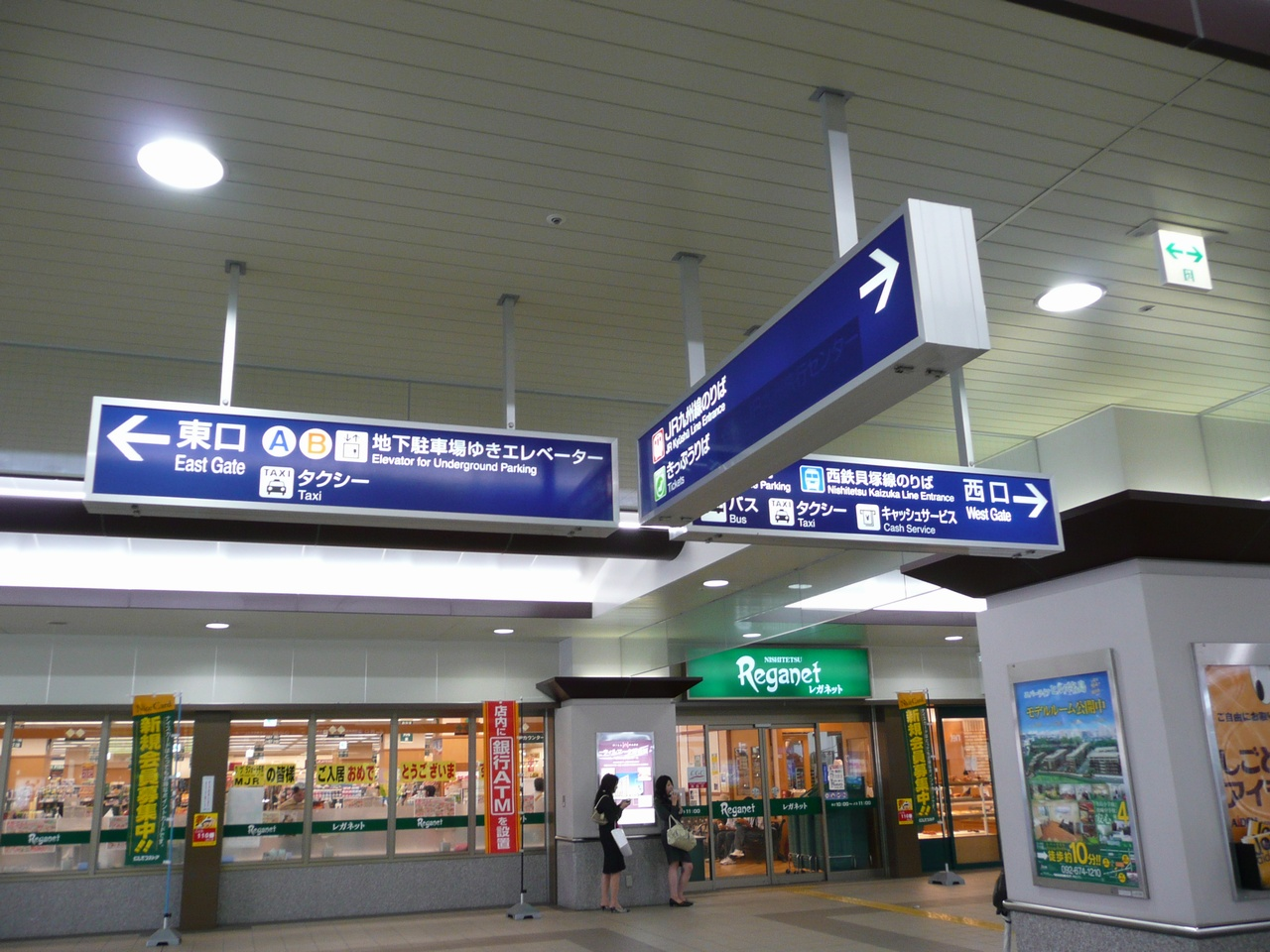
レガネット千早（西鉄ストア）（2007年9月）

### 西日本鉄道
島式ホーム1面2線を有する高架駅。自動改札機、エスカレータ、エレベーター設置。ホームは3両分の長さであるが、6両対応延伸が容易な構造となっている。駅番号はNK03。

#### のりば
| のりば | 路線    | 方向 | 行先                 |
| ------ | ------- | ---- | -------------------- |
| 1      | ■貝塚線 | 下り | 香椎・和白・新宮方面 |
| 2      | ■貝塚線 | 上り | 貝塚方面             |

駅名標には「千早」とのみ記されていたが、駅ナンバリング導入により、「西鉄千早」と表記されたものに取り替えられた。西日本鉄道が2007年（平成19年）3月18日より販売している駅名キーホルダーでも同様。案内放送も「西鉄千早、千早」とアナウンスされる。

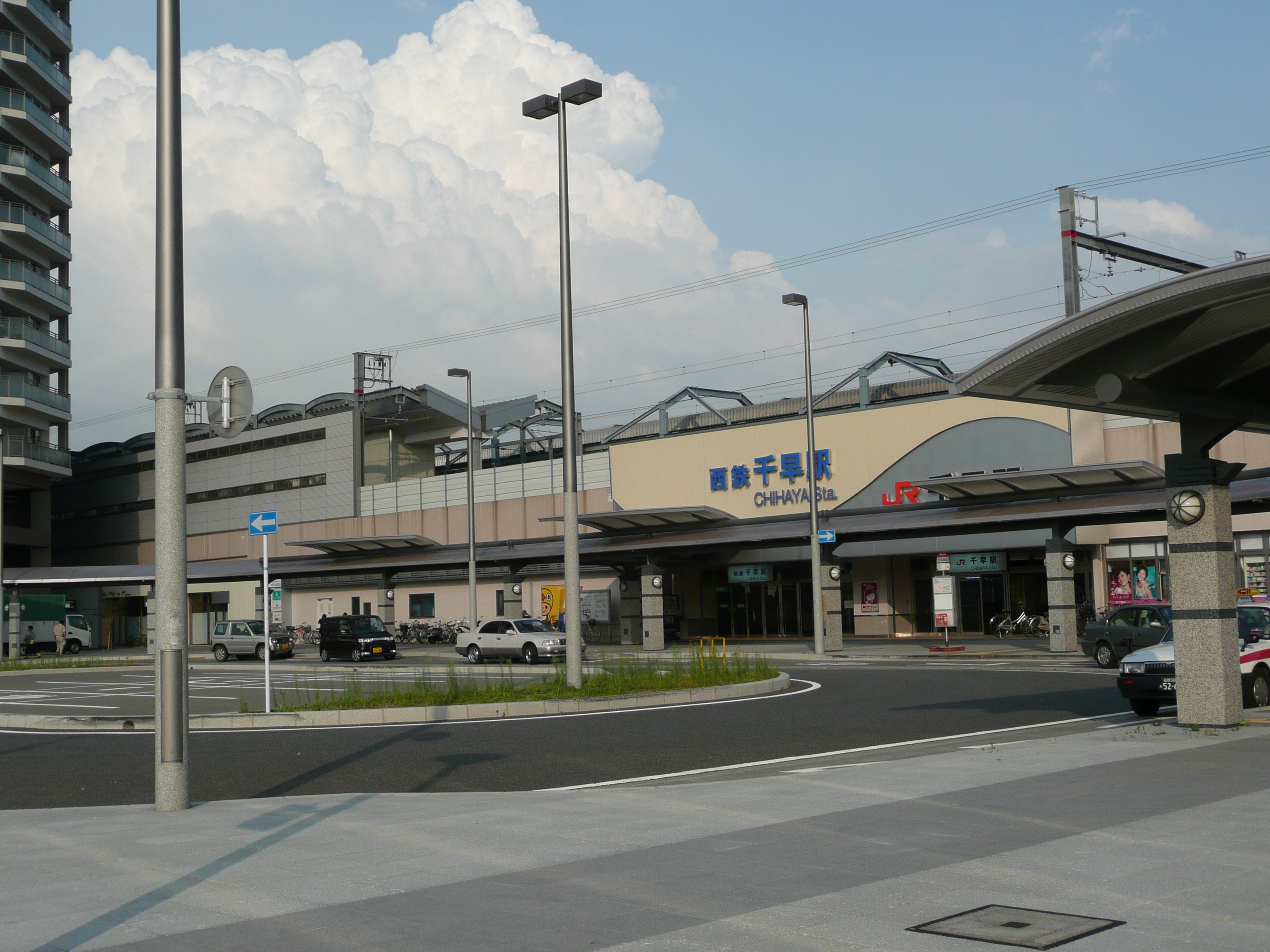
駅ビル（西日本鉄道側）（2007年9月）
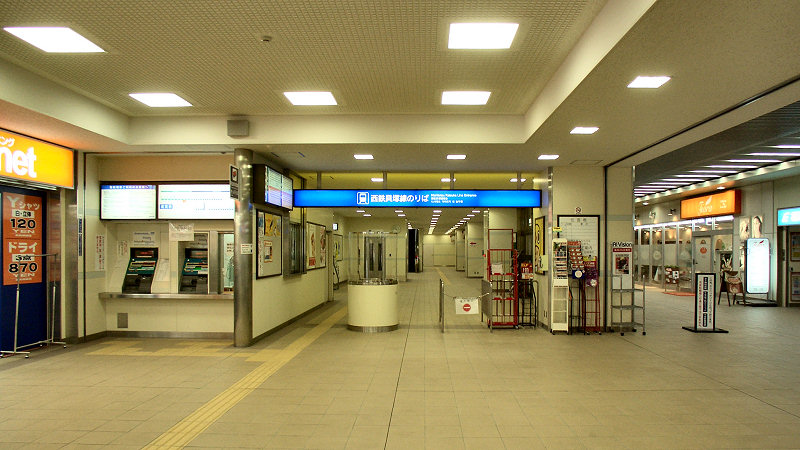
改札口（自動改札機設置前）（2008年1月）
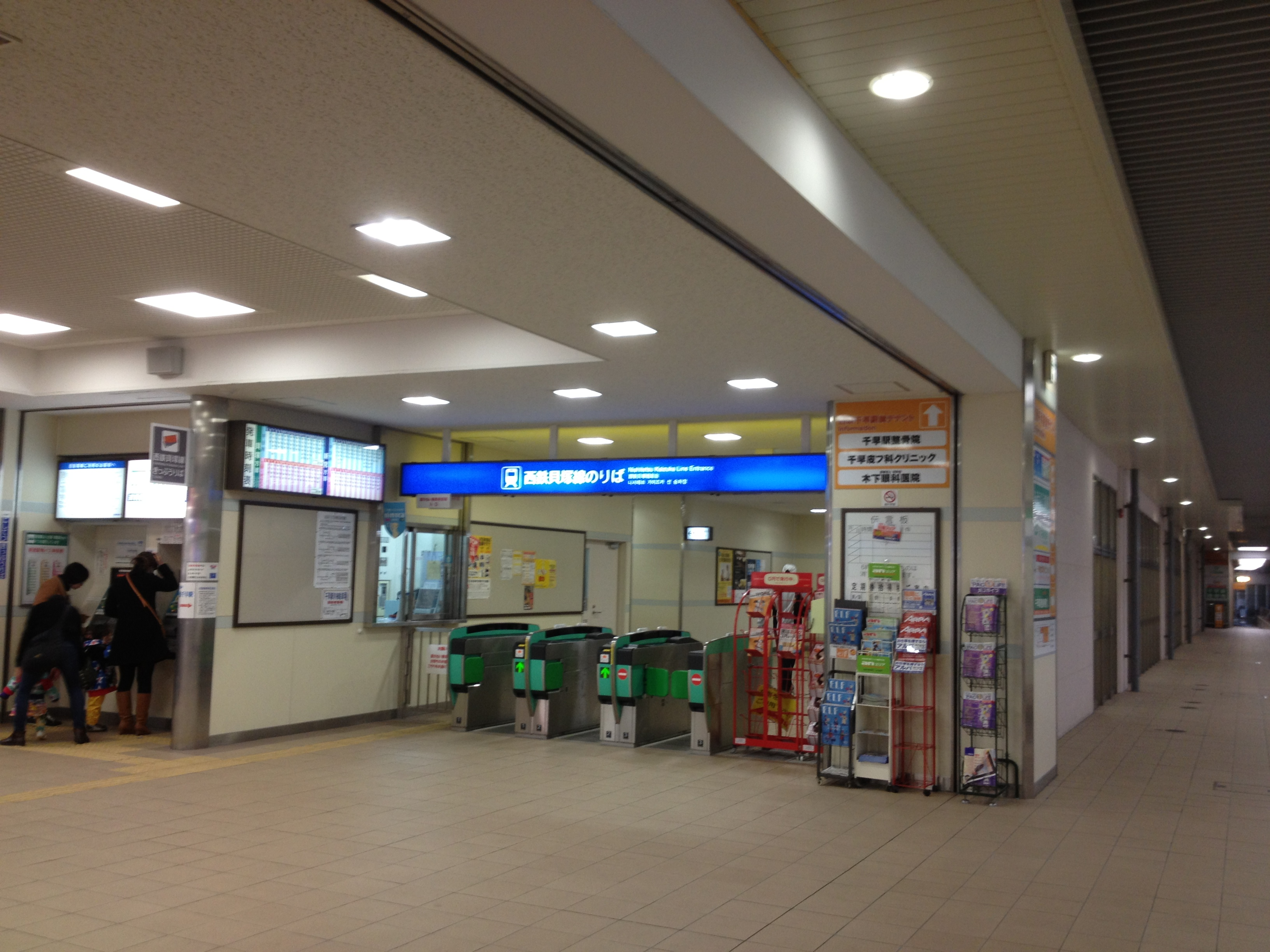
改札口（自動改札機設置後）（2013年1月）
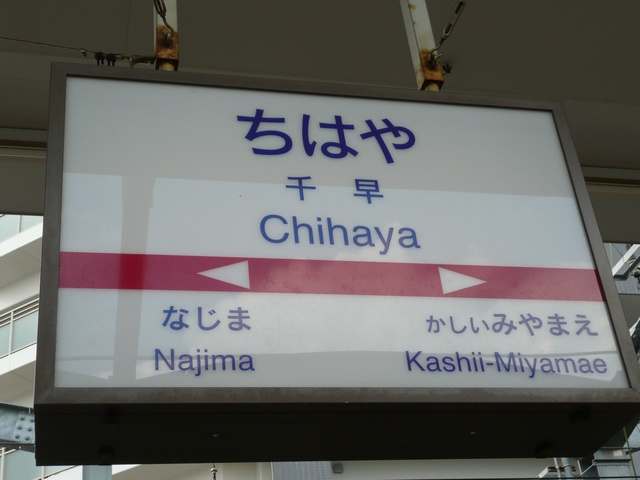
''千早''表記時代の駅名標（2007年9月）
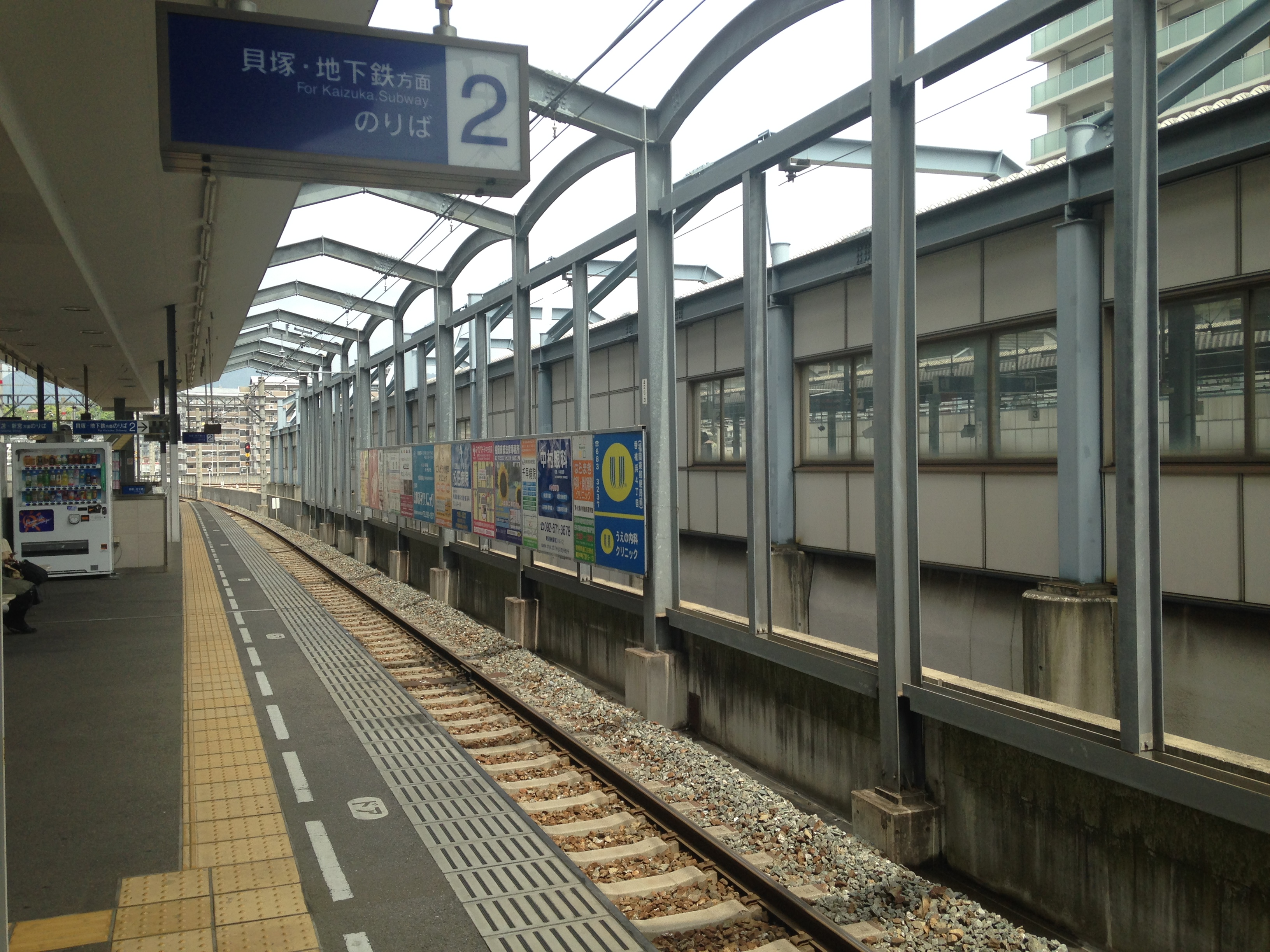
ホーム。壁の向こう側はJRの千早駅（2014年4月）
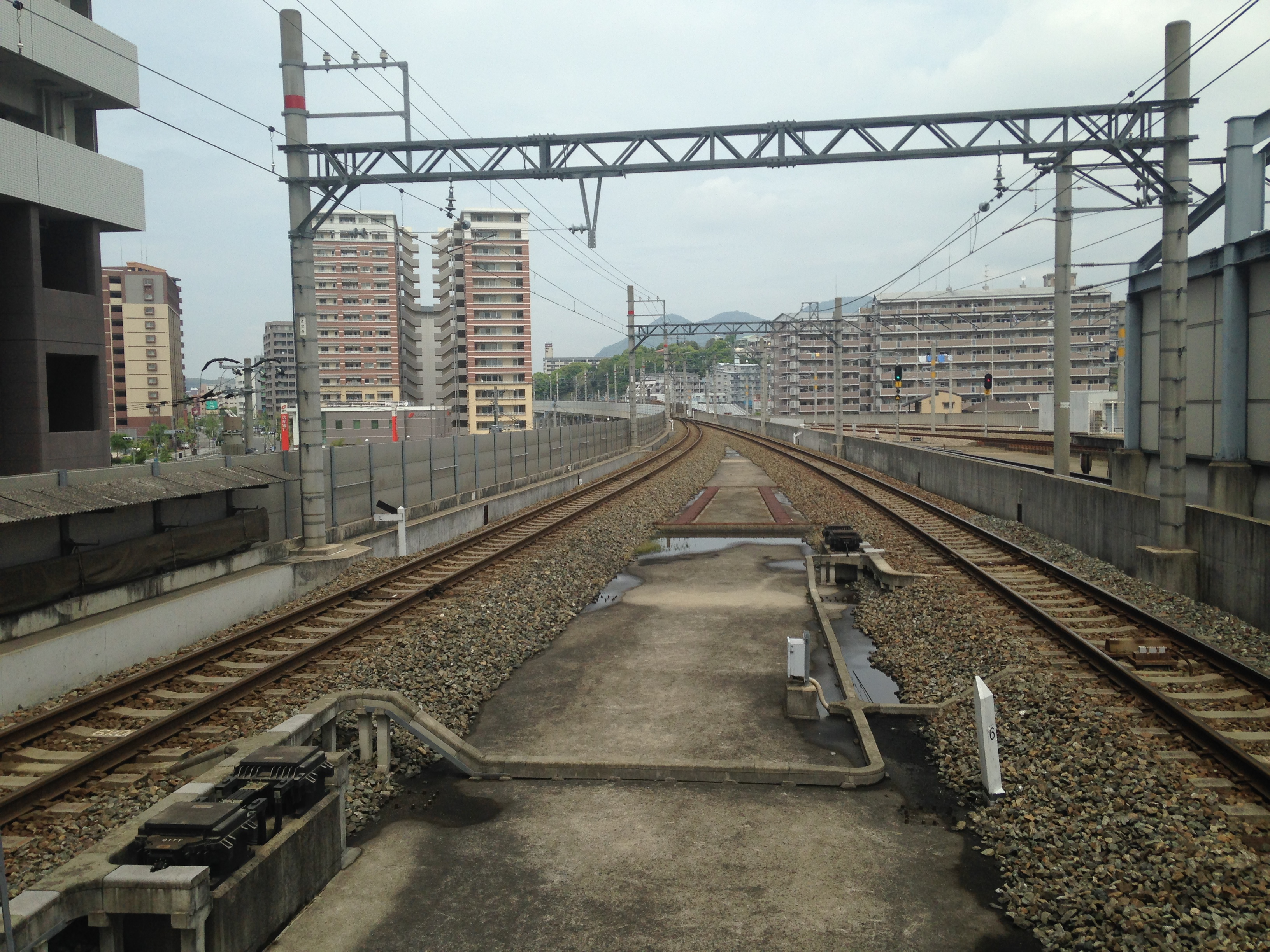
ホームから香椎宮前方面を望む（2014年4月）

## 利用状況
- JR九州 - 2023年度の1日平均乗車人員は13,559人であり、JR九州の駅としては第8位である[8][9]。国鉄分割民営化による同社発足後に開業した新駅では最多。
- 西日本鉄道 - 2024年度の1日平均乗降人員は7,079人である[10]。

各年度の1日平均乗車および乗降人員は下表のとおり。
| 年度   | JR九州           | 西日本鉄道       | 西日本鉄道       |
| 年度   | 1日平均 乗車人員 | 1日平均 乗車人員 | 1日平均 乗降人員 |
| ------ | ---------------- | ---------------- | ---------------- |
| 1996年 | 未 開 業         | 1,260            | 2,699            |
| 1997年 | 未 開 業         | 1,170            | 2,499            |
| 1998年 | 未 開 業         | 1,104            | 2,364            |
| 1999年 | 未 開 業         | 1,011            | 2,109            |
| 2000年 | 未 開 業         | 978              | 2,049            |
| 2001年 | 未 開 業         | 923              | 1,941            |
| 2002年 | 未 開 業         | 929              | 1,866            |
| 2003年 |                  | 836              | 1,669            |
| 2004年 |                  | 1,071            | 2,144            |
| 2005年 |                  | 1,315            | 2,633            |
| 2006年 | 5,863            | 1,507            | 3,011            |
| 2007年 | 6,580            | 1,527            | 3,056            |
| 2008年 | 7,079            | 1,655            | 3,309            |
| 2009年 | 7,739            | 1,671            | 3,343            |
| 2010年 | 8,483            | 1,729            | 3,461            |
| 2011年 | 9,276            | 1,806            | 3,611            |
| 2012年 | 9,930            | 2,110            | 4,220            |
| 2013年 | 10,466           | 2,312            | 4,627            |
| 2014年 | 10,797           | 2,444            | 4,946            |
| 2015年 | 11,375           | 2,680            | 5,365            |
| 2016年 | 11,923           | 2,866            | 5,737            |
| 2017年 | 12,331           | 3,027            | 6,056            |
| 2018年 | 12,608           | 3,088            | 6,178            |
| 2019年 | 12,865           | 3,148            | 6,296            |
| 2020年 | 10,452           |                  | 4,920            |
| 2021年 | 11,603           |                  | 5,492            |
| 2022年 | 12,762           |                  | 6,055            |
| 2023年 | 13,559           |                  | 6,469            |
| 2024年 |                  |                  | 7,079            |

## 駅周辺
駅周辺は、大型マンションの建設ラッシュである。福岡市の新たな東の副都心と位置付けられ、旧来の東の副都心であり繁華街を形成している香椎までは徒歩圏内である。
（※鹿児島本線千早 - 香椎の駅間距離は1.2km）

### 東口
- 国道3号博多バイパス
- 福岡県道504号町川原福岡線
- 博多高等学校
- 福岡市立多々良中学校
- ハローパーク千早

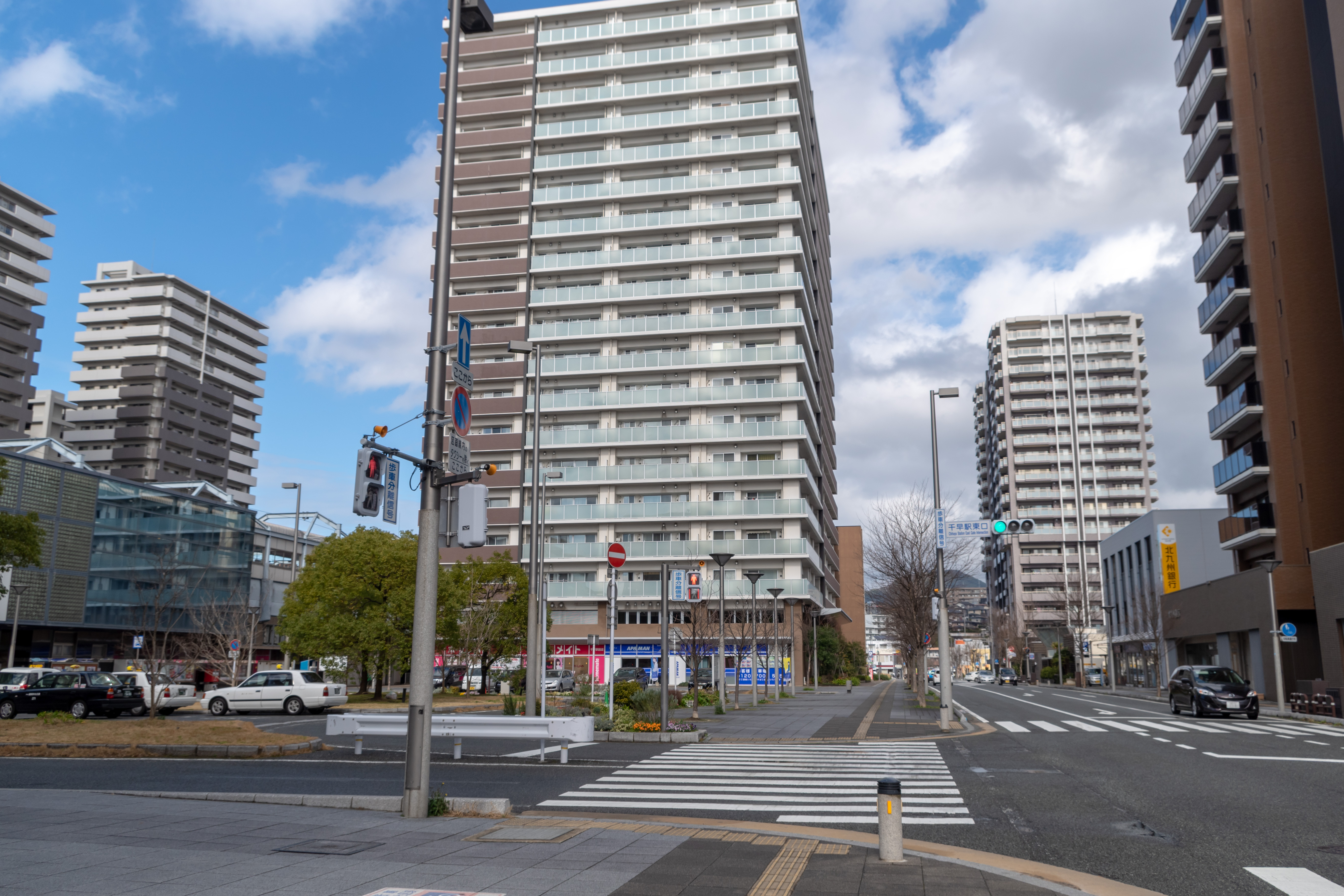
東口駅前

以下の施設は、JRの場合当駅が最寄駅だが、西鉄においては名島駅が最寄駅となる。
- 福岡市立名島小学校

### 西口
- 国道3号

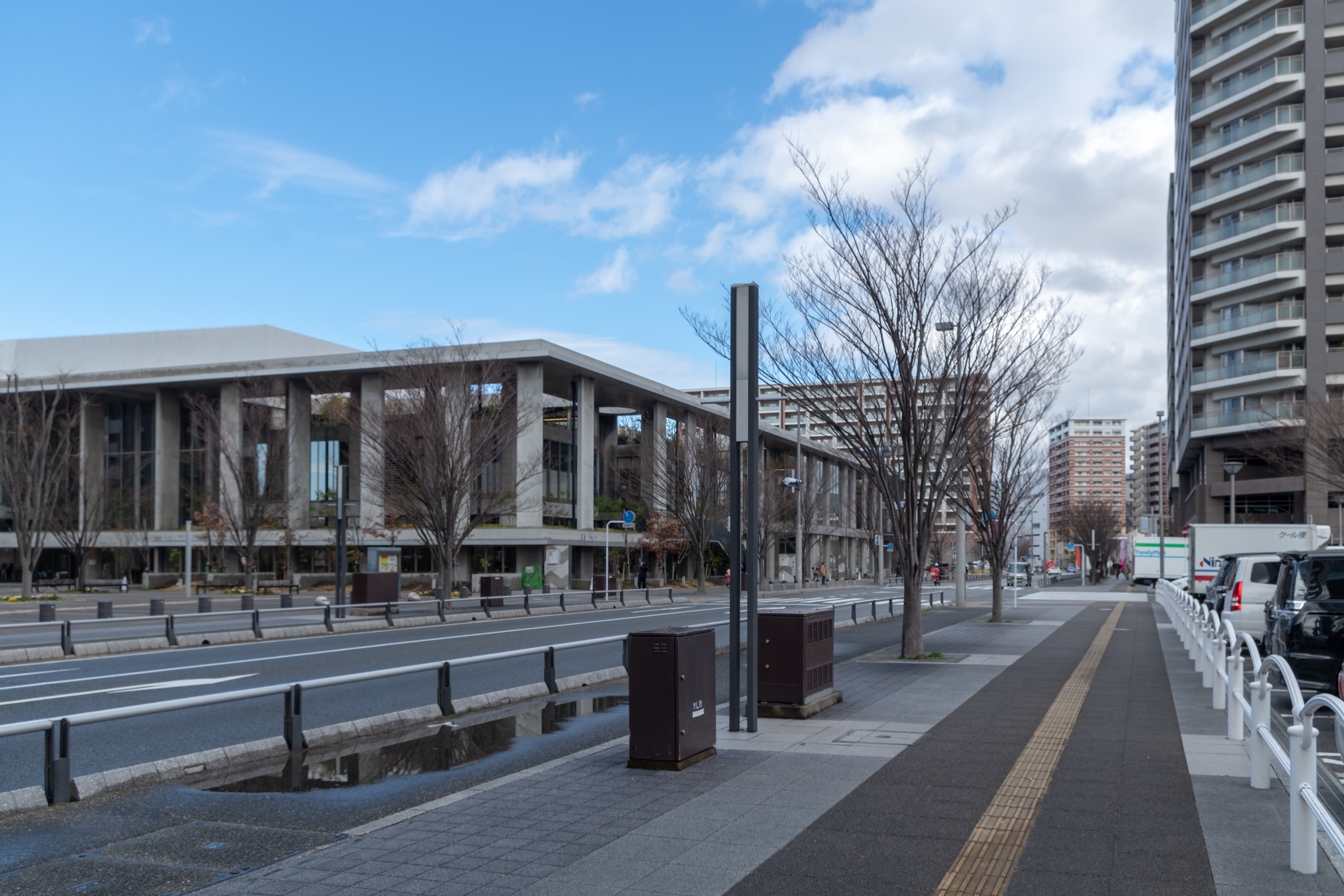
西口駅前

- なみきスクエア（東市民センター・東図書館）
- NTTドコモ香椎ビル（最高部の高さは113m、ビル本体の高さは75m）
- 福岡高等技術専門校
- 福岡市立千早小学校
- 福岡市立香椎第１中学校
- ガーデンズ千早（旧: スポーツガーデン香椎）
- 福岡県警第一機動隊
- 福岡運輸支局
- 福岡千早郵便局
- 福岡東郵便局
- 国家公務員共済組合連合会千早病院
- 福岡市立千早西小学校
- 福岡市立香椎浜小学校
- 福岡市立城香中学校
- エディオン福岡東店

以下の各施設は、JRの場合当駅が最寄駅だが、西鉄においては香椎宮前駅が最寄駅となる。
- ハローワーク福岡東
- コナミスポーツクラブ福岡香椎
- ヤマダデンキ家電住まいる館YAMADA福岡香椎店（北へ徒歩11分[18]）

以下の施設は、JRの場合当駅が最寄駅だが、西鉄においては名島駅が最寄駅となる。
- マックスバリュ千早店

## バス路線
西口に西日本鉄道「千早駅前」停留所があり、以下の路線が利用できる（路線は2025年3月15日現在）。
- 1・1 快速：アイランドシティ照葉
- 1-2 快速：ベジフルスタジアム前
- 2：香椎照葉五丁目 / 土井営業所
- 3：土井営業所
- 4・4-1：天神・福岡タワー（TNC放送会館）/ 土井営業所
- 23：大蔵 / 西鉄三苫駅
- 無番：香椎花園

## 隣の駅
九州旅客鉄道（JR九州）
 鹿児島本線
■快速・■区間快速
香椎駅 (JA04) - 千早駅 (JA03)  - 吉塚駅 (JA01)
■普通
香椎駅 (JA04) - 千早駅 (JA03) - （千早操車場） - 箱崎駅 (JA02)
当駅 - 箱崎駅間に貝塚新駅（仮称）を設置する予定となっている。
西日本鉄道
■貝塚線
名島駅（NK02） - 西鉄千早駅（NK03） - 香椎宮前駅（NK04）